# Varennes (Somme)
Varennes település Franciaországban, Somme megyében. Lakosainak száma 221 fő (2022. január 1.). Varennes Acheux-en-Amiénois, Forceville, Harponville, Hédauville, Léalvillers, Toutencourt és Warloy-Baillon községekkel határos.

## Népesség
A település népessége az elmúlt években az alábbi módon változott:
| Lakosok száma | 212  | 217  | 225  | 220  | 219  | 218  | 218  | 220  | 221  |
|               | 2013 | 2015 | 2016 | 2017 | 2018 | 2019 | 2020 | 2021 | 2022 |